# Gradina (distrikt i Bulgarien, Plovdiv)
Gradina (bulgariska: Градина) är ett distrikt i Bulgarien.   Det ligger i kommunen Obsjtina Părvomaj och regionen Plovdiv, i den centrala delen av landet, 170 km öster om huvudstaden Sofia.
Trakten runt Gradina består till största delen av jordbruksmark. Runt Gradina är det ganska tätbefolkat, med 58 invånare per kvadratkilometer.